# 小山道夫
小山 道夫（こやま みちお、1947年11月23日 - ）は、ベトナム・フエ市のストリートチルドレンの保育・教育施設「ヴェトナムの子どもの家」の創設者で、教師。「ベトナムの『子どもの家』を支える会」ベトナム事務所所長でもある。東京都出身。東京学芸大学教育学部幼稚園教諭養成課程卒業。

## 人物
2012年 国際社会で顕著な活動を行い世界で『日本』の発信に貢献した業績をもとに、外国人プレス関係者により構成される、世界で活躍し『日本』を発信する日本人プロジェクトより、内閣府から世界で活躍し『日本』を発信する日本人の一人に選ばれた。英語名：Profiles of "Passion without borders" Japanese.
日教組分裂 1991.3.6 以前の都教組委員長を務め、1993年9月より、ベトナム・フエ師範大学で日本語教師に就く。同時にフエ市社会工作隊の建物を利用し、ストリートチルドレンの保護、教育を行い、その後、「ベトナムの子供の家」を設立した。小山自身は日本共産党員であるが、旧社会党系（現 民主党及び社民党）の活動家・政治家と親しく、1994.6.30～1997.11.7 の自社連立政権下においてはフエ省知事顧問として、「ベトナムの子供の家」などフエ市内の複数の施設に日本ODA事業を導入することに成功し、地元の信頼を勝ち得た。
日本では、JASS, The Japanese Association of Supporting Streetchildren's home in Vietnam, 「ベトナムの『子どもの家』を支える会」が設立され、全日本教職員組合（全教）・日本民主青年同盟（民青）・ピースボートなどを通じて、児童・生徒・学生による交流活動などが活発に行われている。

## 参照
- "ベトナムの「子供の家」ストリートチルドレンと生きる日本人" 、岡本文良 著、金の星社

## 著書
- 『火焔樹の花―ベトナム・ストリート・チルドレン物語』  小学館